# Blairgowrie
Blairgowrie – miasto we wschodniej Szkocji, w hrabstwie Perth and Kinross, położone w dolinie Strathmore, u podnóża Grampianów, na lewym brzegu rzeki Ericht, naprzeciw miejscowości Rattray, z którą tworzy jeden organizm miejski. W 2011 roku łączna liczba mieszkańców obu miejscowości wynosiła 8954.
Miasto rozwinęło się pod koniec XVIII i w XIX wieku dzięki przemysłowi włókienniczemu. W 1870 roku działało tu dwanaście zakładów włókienniczych, do napędu których wykorzystywano energię przepływu rzeki, z użyciem kół wodnych. W latach 1855–1965 w mieście funkcjonowała stacja kolejowa. W XX wieku miasto stało się ośrodkiem turystyki i rekreacji, w tym m.in. narciarstwa, turystyki pieszej i gry w golfa. Obszar wokół miasta jest regionem uprawy owoców, w szczególności malin.